# ورسووو
ورسووو (به بلغاری: Vresovo) یک منطقهٔ مسکونی در بلغارستان است که در Ruen واقع شده‌است.